# Alexandre Pichot
Alexandre Pichot (Caen, 6 gennaio 1983) è un ciclista su strada francese; professionista dal 2006 al 2019, era uno specialista delle classiche.

## Palmarès
- 2003 (Vendée U-Pays de la Loire)

2ª tappa Circuit des Ardennes (Nouzonville > Nouzonville)
3ª tappa Tour de Guadeloupe

### Altri successi
- 2005 (Bouygues Telecom)

Classifica giovani Ruban Granitier Breton
- 2007 (Bouygues Telecom)

Classifica giovani Tour of Qatar

## Piazzamenti

### Grandi Giri
- Giro d'Italia

2007: 125º
- Tour de France

2009: 113º
2014: 107º
- Vuelta a España

2008: ritirato (10ª tappa)
2010: 117º

### Classiche monumento
- Milano-Sanremo

2006: 156º
2007: 145º
2008: ritirato
2010: ritirato
2014: 26º
- Giro delle Fiandre

2007: ritirato
2008: 93º
2009: 11º
2010: 44º
2011: 51º
2012: 74º
2014: 39º
2016: 66º
2017: 118º
2019: 89º
- Parigi-Roubaix

2007: ritirato
2008: 52º
2009: ritirato
2010: 34º
2011: 59º
2012: ritirato
2014: 43º
2016: ritirato
2017: ritirato
2018: ritirato
2019: 91º
- Liegi-Bastogne-Liegi

2006: ritirato
- Giro di Lombardia

2007: ritirato
2011: ritirato